# Alfredo Guisado
Alfredo Pedro de Meneses Guisado (* 30. Oktober 1891 in Lissabon, Portugal; † 2. Dezember 1975 ebenda) war ein portugiesischer Lyriker, Journalist und Politiker. Er war auch an der legendären Zeitschrift Orpheu mit Beiträgen beteiligt.

## Leben
Guisado wurde als Sohn von nach Portugal eingewanderten Galiciern geboren. Zeitlebens blieb er der Kultur und Sprache der Region Galicien treu und suchte die Symbiose zwischen Portugal und dieser alten spanischen Provinz. Er studierte an der juristischen Fakultät der Universität Lissabon und machte 1921 sein Examen als Anwalt. Der archäologiebegeisterte Mann war auch Mitglied der Associaçao dos Arquelogicos Portugueses, seit 1922.
Zeitlebens erschienen nur wenige Texte unter dem Klarnamen des Autors, da ihn sein Engagement als Politiker in der wackeligen portugiesischen Demokratie und sein Kampf als Oppositioneller gegen das Salazar-Regime im ganzen Land bekannt gemacht hatten. Sein Pseudonym war Pedro Meneses, dass aus den Bestandteilen seines zweiten Vornamens sowie dem Geburtsnamen seiner Mutter gebildet wurde. Die von ihm in der Zeitschrift Orpheu veröffentlichten 15 Sonette gehörten zu dem Besten, was es an Sonetten in dieser Zeit in Portugal gab. Weitere Zeitschriften, für die er als Journalist und Autor tätig war, waren Exilio und Renascença. Als stellvertretender Chefredakteur war er auch für die Zeitschrift Republica mitverantwortlich. Sein Werk ist hauptsächlich geprägt durch den Paulismus, Symbolismus, Saudosismus und die Dekadenz.
Als Politiker war er Anhänger der Republikanischen Partei Portugals, Abgeordneter des Nationalen Parlaments und stellvertretender Bürgermeister von Lissabon.

## Werk (Auswahl)
- A lenda do rei boneco. Lyrik, 1912
- Xente de Aldea. Lyrik (auf Galicisch), 1912

als Pedro Meneses
- As treze balados dos maos frios. Lyrik, 1916
- Mais alto. Lyrik, 1917
- Anfora. Lyrik, 1918